# Clarence (Missouri)
Clarence è un comune degli Stati Uniti d'America, situato nello Stato del Missouri, nella contea di Shelby.